# كلايف رايت
كلايف رايت (بالإنجليزية: Clive Wright) هو منافس ألعاب قوى جامايكي، ولد في 18 نوفمبر 1965 في أبرشية سانت ماري ‏ في جامايكا.

## وصلات خارجية
- كلايف رايت على موقع الاتحاد الدولي لألعاب القوى (الإنجليزية)
- كلايف رايت على موقع أوليمبيديا (الإنجليزية)
- كلايف رايت على موقع اتحاد ألعاب الكومنولث (مؤرشف) (الإنجليزية)